# Хижаки (фільм, 2019)
«Хижаки» (англ. Crawl) — фільм жахів про молоду жінку, яка під час урагану намагається врятувати свого батька, але потрапляє у пастку, якою став її власний будинок.

## Сюжет
Плавчиня-початківець Університету Флориди Гейлі Келлер отримує дзвінок від своєї сестри Бет, яка повідомляє їй, що насувається ураган п'ятої категорії і дає пораду залишити штат. Гейлі починає хвилюватися за батька Дейва, який не відповідає. Не виконуючи інструкції поліцейських, вона починає шукати тата. В квартирі вона знаходить тільки його собаку. З нею жінка їде в будинок біля озера. У підвалі вона знаходить непритомного батька, Гейлі намагалася витягнути його, але вихід перекрили здорові голодні алігатори. Вдвох вони переміщуються до виходу під трубами, через свій розмір тварини не можуть дістати їх. Підвал починає підтоплювати.
Гейлі звертається за допомогою до мародерів, але вони не можуть їх врятувати. Батько та донька вбивають двох алігаторів, що допомагає вийти з пастки. Вони намагаються врятуватися на човні мародерів, проте внаслідок урагану дамби руйнуються, озеро виходить з берегів та герої змушені повернутися в будинок. Гейлі подає сигнал лиха. Дейв, рятуючи собаку, втрачає руку. Гейлі біжить у спальню на горі, щоб привернути увагу рятувального гелікоптера. Рятуючись від алігатора, вона вилазить на дах. Її помічає гелікоптер.

## У ролях
| Актор           | Роль         |
| --------------- | ------------ |
| Кая Скоделаріо  | Гейлі Келлер |
| Баррі Пеппер    | Дейв Келлер  |
| Росс Андерсон   | Вейд Тейлор  |
| Енсон Бун       | Стен         |
| Хосе Пальма     | Піт          |
| Джордж Сомнер   | Марв         |
| Емі Меткалф     | Лі           |
| Аннамарія Серда | Емма         |

## Створення фільму

### Виробництво
1 травня 2018 Paramount Pictures і Ghost House Pictures оголосили, що Александр Ажа буде режисером фільму жахів, а Кая Скоделаріо виконає головну роль.
Основні зйомки почались у серпні 2018 року в Белграді, Сербія та завершились через місяць.

### Знімальна група
- Кінорежисер — Александр Ажа
- Сценарист — Майкл Расмуссен, Шон Расмуссен
- Кінопродюсер — Крейг Дж. Флорес, Сем Реймі, Александр Ажа
- Композитор — Макс Аруж, Стеффен Тум
- Кінооператор — Максім Александр
- Кіномонтаж — Елліот Грінберг
- Художник-постановник — Алан Гілмор
- Артдиректор — Драган Капларевич, Кетан Ваікар
- Художник-декоратор — Люсі Ейр
- Художник-костюмер — Момірка Байлович
- Підбір акторів — Енді Бріерлі[3]

## Сприйняття

### Касові збори
У США та Канаді фільм був випущений разом зі стрічкою «Водій для копа» і, за прогнозами, мав зібрати 10-13 мільйонів доларів у 3 170 кінотеатрах у свій перший вікенд. Фільм заробив $4,3 мільйона в перший день, зокрема $1 мільйон від попереднього перегляду в четвер. У перші дні показів виторг склав $12 мільйонів, зайнявши третє місце в прокаті. Фільм попередньо не показували критикам, припускається, що доступність оглядів раніше позитивно вплинуло б на кількість глядачів. У другий вікенд фільм зібрав 6 мільйонів доларів.

### Критика
На Rotten Tomatoes фільм має рейтинг 83 %, заснований на 132 відгуках, з середньою оцінкою 6.55/10. Критичний консенсус вебсайту говорить: "екшн фільм про істоти, швидкий і жахливий; значно виграє від якісної гри Каї Скоделаріо, «Хижаки» — це кумедне повернення назад хоча з достатньою самосвідомістю, щоб це спрацювало. На Metacritic у стрічки середньозважена оцінка 61 з 100 на основі 27 оглядів, що вказують на «в цілому сприятливі відгуки». Глядачі, опитані CinemaScore, дали фільму середню оцінку «B» за шкалою від A+ до F, водночас на PostTrak оцінили в 2,5 з 5 зірок і 46 % «безумовно рекомендують».